# Haddadus plicifer
Haddadus plicifer es una especie de anfibio perteneciente a la familia Craugastoridae.

## Distribución y hábitat
Es endémica de Brasil. Su hábitat natural son los bosques húmedos de las tierras bajas subtropicales o tropical.